# Kjell Scherpen
Kjell Scherpen, född 23 januari 2000 i Emmen, är en nederländsk fotbollsmålvakt som spelar för Sturm Graz, på lån från Brighton & Hove Albion.

## Klubbkarriär
Scherpen började spela fotboll som sjuåring VV Emmen. Han gick därefter som 11-åring till FC Emmen under 2011. Scherpen debuterade för A-laget i Eerste Divisie den 3 november 2017 i en 3–1-förlust mot Helmond Sport. Det var hans enda match i A-laget under säsongen som dock slutade med uppflyttning till Eredivisie för Emmen. Inför säsongen 2018/2019 blev Scherpen utsedd till förstemålvakt och han spelade samtliga 34 ligamatcher i Eredivisie.
I april 2019 värvades Scherpen av Ajax, där han skrev på ett fyraårskontrakt med start den 1 juli samma år. Scherpen inledde sin sejour i Ajax med att spela 14 matcher för reservlaget i Eerste Divisie under säsongen 2019/2020. Följande säsong spelade han främst fortsatt i reservlaget (15 matcher), men fick även göra sin A-lagsdebut för Ajax. Scherpen spelade två ligamatcher, en cupmatch och en match i Europa League under säsongen 2020/2021.
Den 16 juli 2021 värvades Scherpen av engelska Premier League-klubben Brighton & Hove Albion. Han debuterade den 8 januari 2022 i en 2–1-vinst efter förlängning mot West Bromwich Albion i tredje omgången av FA-cupen. Den 31 januari 2022 lånades Scherpen ut till belgiska Jupiler Pro League-klubben Oostende på ett låneavtal över resten av säsongen 2021/2022. Han spelade totalt sju ligamatcher för Oostende.
I augusti 2022 lånades Scherpen ut till Vitesse på ett säsongslån. I juli 2023 lånades han ut till österrikiska Sturm Graz på ett säsongslån. I juli 2024 förlängdes låneavtalet med ytterligare en säsong.

## Landslagskarriär
Scherpen debuterade för Nederländernas U19-landslag den 8 september 2018 i en 5–1-vinst över Tjeckien. Han spelade totalt sju matcher för U19-landslaget mellan september 2018 och mars 2019. Den 31 maj 2019 debuterade Scherpen för U21-landslaget i en 5–1-vinst över Mexiko.

## Meriter
Ajax
- Nederländsk mästare: 2021
- Nederländsk cupvinnare: 2021

 Sturm Graz
- Österrikisk mästare: 2024
- Österrikisk cupvinnare: 2024